# Бад Виненберг
Бад Виненберг (њем. Bad Wünnenberg) град је у њемачкој савезној држави Северна Рајна-Вестфалија. Једно је од 10 општинских средишта округа Падерборн. Према процјени из 2010. у граду је живјело 12.359 становника. Посједује регионалну шифру (AGS) 5774040, NUTS (DEA47) и LOCODE (DE WUG) код.

## Географски и демографски подаци
Бад Виненберг се налази у савезној држави Северна Рајна-Вестфалија у округу Падерборн. Град се налази на надморској висини од 334 метра. Површина општине износи 161,3 km². У самом граду је, према процјени из 2010. године, живјело 12.359 становника. Просјечна густина становништва износи 77 становника/km².